# 埃普薩赫
埃普薩赫是瑞士的城鎮，位於該國中部，由伯恩州負責管轄，面積3.39平方公里，八成土地是農地，海拔高度465米，2011年人口336，人口密度每平方公里99人。